# 屠铭德
屠铭德（1924年—），男，浙江宁波人，中国体育外交家，前中国奥委会秘书长、副主席。对北京成功申办2008年夏季奥林匹克运动会贡献卓著，因而被誉为中国“申奥功臣”。

## 生平
1924年4月生于浙江宁波市，祖籍浙江宁海县。毕业于上海复旦大学，于1972年入中国国家体委国际司。历任中国国家体育总局对外联络司司长，2008年北京奥委会主席助理、秘书长，中国奥委会秘书长、副主席等职。是国际奥委会群众体育委员会委员。
2003年至2008年，任中国人民政治协商会议第十届全国委员会委员。